# 반완전 입방진

3×3×3 형태의 입방진이다. 어느 단면도 마방진이 아니므로, 반완전 입방진 및 단순 입방진이다.

반완전 입방진(半完全立方陣) 또는 반완전 입체마방진(半完全立體魔方陣, 영어: semiperfect magic cube)은 수학에서 각 단면의 면대각선에 있는 수들의 합이 마법 상수로 모두 같지는 않은 입방진이다. 즉 완전 입방진이 아닌 입방진을 의미하는데, 이때 '완전함'이란 면대각선에 있는 수들의 합이 같다는 처음 정의를 따른다. 입방진이기 때문에 모든 가로줄, 세로줄, 높이줄, 그리고 4개의 입체대각선에 있는 수들의 합은 마법 상수로 동일하다.

## 예시
3차 반완전 입방진의 예시는 다음과 같다. 마방진 상수는 42이다.
| 4  | 12 | 26 |
| 11 | 25 | 6  |
| 27 | 5  | 10 |

| 20 | 7  | 15 |
| 9  | 14 | 19 |
| 13 | 21 | 8  |

| 18 | 23 | 1  |
| 22 | 3  | 17 |
| 2  | 16 | 24 |

## 같이 보기
- 입방진
- 입방진의 종류(영어판)
- 완전 입방진